# Eva Marie Saint
Pour les articles homonymes, voir Saint (homonymie).
 (juillet 2020).
Si vous disposez d'ouvrages ou d'articles de référence ou si vous connaissez des sites web de qualité traitant du thème abordé ici, merci de compléter l'article en donnant les références utiles à sa vérifiabilité et en les liant à la section « Notes et références ».
Eva Marie Saint est une actrice américaine née le 4 juillet 1924 à Newark dans l'État du New Jersey.
Comme l'actrice choisissait ses rôles avec rigueur, sa filmographie est relativement modeste quantitativement, mais elle a tourné avec les réalisateurs les plus prestigieux, dans des films de premier plan.

## Biographie

### Débuts
Eva Marie Saint est née le 4 juillet 1924 à Newark (côte est des États-Unis) de parents quakers : Eva Marie (née Rice) et John Merle Saint, elle grandit à Delmar, New York (en). Après avoir envisagé une carrière dans l’enseignement, elle est amenée à pratiquer l’art dramatique en amateur pendant ses études universitaires. Cette expérience marquante va réorienter sa vie, mais elle n’en poursuit pas moins ses études et obtient un baccalauréat universitaire (licence) de littérature. Peu après, elle déménage à New York, fait quelques prestations à la radio et, en 1946, interprète un premier rôle dans un téléfilm.
À cette époque, ses activités touchent aussi la radio, la publicité et le mannequinat. C’est en 1950 qu’elle s’inscrit à l'Actors Studio, l’école d'art dramatique fondée par Elia Kazan, Robert Lewis et Cheryl Crawford. Elle y rencontre entre autres Karl Malden, Rod Steiger et Julie Harris.
En 1953, elle est engagée par un théâtre de Broadway pour jouer dans une pièce de Horton Foot (Mémoires du Texas) dont elle partage l'affiche avec des partenaires aussi brillantes que Lillian Gish et Jo Van Fleet, et remporte dans la foulée le Drama Critics Award. Elia Kazan, qui travaille au casting de Sur les quais, lui propose le rôle de Edie Doyle ; après un essai avec Marlon Brando, elle tourne son premier film, qui est maintenant un classique du 7e art. Pour couronner ses débuts, elle est récompensée par l’Oscar de la meilleure actrice dans un second rôle.
Même après ce premier triomphe au cinéma, Saint demeure active à la télévision, où elle s'illustre dans des productions de prestige : en 1955, elle est nommée pour son premier Emmy pour son interprétation de la jeune maîtresse d'E. G. Marshall dans Middle of the Night de Paddy Chayefsky. Elle est ensuite nommée une nouvelle fois aux Emmy Awards pour l'adaptation musicale de la télévision de Our Town de Thornton Wilder avec en co-stars Paul Newman et Frank Sinatra. Son succès et sa renommée dans les productions de télévision étaient d'un niveau si élevé qu'ils lui valurent le surnom de « Helen Hayes de la télévision ».

### Carrière
Après ce premier succès, Eva Marie Saint ne tourne que treize films entre 1956 et 1972, jouant parfois sous la direction de grands réalisateurs, donnant la réplique aux comédiens les plus talentueux et séduisants d’Hollywood, déployant toute la variété de son talent dans la comédie, le mélodrame et l'action.
Ainsi en 1956, elle tourne une comédie (Si j'épousais ma femme) de Melvin Frank et Norman Panama, avec comme partenaires Bob Hope et George Sanders. L’année suivante, on la retrouve dans un drame romantique d’Edward Dmytryk (L'Arbre de vie) où elle est la rivale malheureuse d'Elizabeth Taylor face à Montgomery Clift, durant la guerre de Sécession. Cette même année, elle travaille avec Fred Zinnemann pour un drame traitant du problème de la toxicomanie (Une poignée de neige avec les jeunes premiers Don Murray et Anthony Franciosa), ce qui lui vaut une nomination au Golden Globe. En 1959, elle rencontre Alfred Hitchcock, pour qui elle incarne Eve Kendall dans La Mort aux trousses, face à Cary Grant, sa composition la plus célèbre. Puis c’est la fresque historique et engagée Exodus, d'Otto Preminger, où elle retrouve Paul Newman.
Dans L'Ange de la violence (All Fall Down) de John Frankenheimer en 1961, au registre dramatique encore, elle est l’objet du désir de deux frères, interprétés par Warren Beatty (dans son troisième film) et Brandon de Wilde, Karl Malden (qu’elle connaît depuis son passage à l’Actors Studio) tenant le rôle du père. 1965 voit la sortie de deux films : 36 heures avant le débarquement de George Seaton, un film d’espionnage dont James Garner tient la vedette avec elle, et Le Chevalier des sables de Vincente Minnelli, un drame passionnel, dans lequel elle retrouve Elizabeth Taylor, avec aussi Richard Burton et Charles Bronson - elle est de nouveau la rivale malheureuse. Deux nouveaux films en 1966, Les Russes arrivent, une comédie de Norman Jewison, et Grand Prix de John Frankenheimer, une peinture du milieu de la course automobile, au générique duquel on voit notamment Yves Montand, Toshirō Mifune, James Garner et Geneviève Page. L'Homme sauvage (1968), un western de Robert Mulligan où son partenaire est Gregory Peck, lui offre un de ses rôles les plus intéressants.
Deux ans plus tard, elle est à l’affiche de Loving, avec George Segal, un drame d’Irvin Kershner et en 1972, Cancel my reservation une comédie de Paul Bogart, avec Bob Hope, Ralph Bellamy et Forrest Tucker. Ce film met fin à la partie la plus importante de sa carrière cinématographique. Durant son absence du grand écran, elle a beaucoup travaillé pour le théâtre et la télévision. Sur le petit écran, elle apparut dans le feuilleton La conquête de l'Ouest aux côtés de James Arness et Bruce Boxleitner (1977, avec une nomination à l'Emmy) et le téléfilm Taxi!! avec Martin Sheen (1978, autre nomination à l'Emmy), côtoyant dans d'autres productions Jason Robards, Joanne Woodward, Raymond Burr, Jennifer Jason Leigh, Patricia Neal, l'ami Malden, George C. Scott dans Les Derniers Jours de Patton en 1986, Burt Lancaster, Ben Gazzara... À la même époque elle incarne de façon régulière la mère de Cybill Shepherd dans la série Clair de lune.

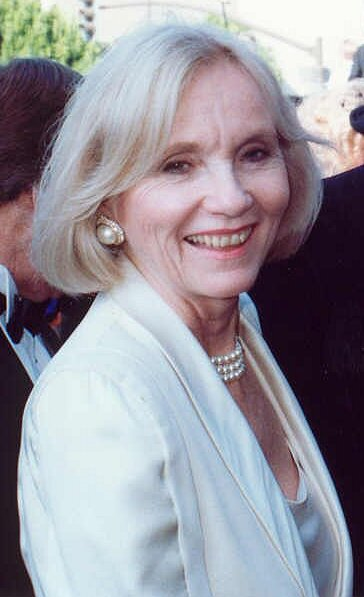
Eva Marie Saint en 1990.

La star est apparue dans de nombreuses pièces montées à Broadway, au Kennedy Center à Washington et à Los Angeles. En 1986, sa performance dans The Country Girl lui vaut un Drama-Logue Award. Ses trois dernières interprétations sur les planches - The Country Girl, On the Divide en 2009, Love Letters en 2011 - ont été produites et dirigées par son mari Jeffrey Hayden, qui tient le rôle masculin dans la dernière pièce - tandis que Saint gagne un Academy Award pour sa part.
Eva Marie Saint revient épisodiquement sur les plateaux de cinéma à partir de 1986 (Rien en commun de Garry Marshall avec Tom Hanks), notamment en 2005 où elle interprète la mère adoptive de Superman dans Superman Returns de Bryan Singer et la mère de Sam Shepard dans Don't Come Knocking de Wim Wenders ; celui-ci a raconté durant la promotion du film la concurrence énorme pour le rôle obtenu par Eva Marie Saint, le cinéma américain étant très avare de rôles pour les actrices de cet âge. En 2014 l'actrice participe à Un amour d'hiver adapté du roman de Mark Helprin, au générique duquel figurent également Colin Farrell, Russell Crowe et Will Smith.
Eva Marie Saint a deux étoiles sur le Hollywood Walk of Fame, une pour le cinéma au 6624 Hollywood Boulevard, et une pour la télévision à 6730 Hollywood Boulevard.

## Filmographie

### Au cinéma

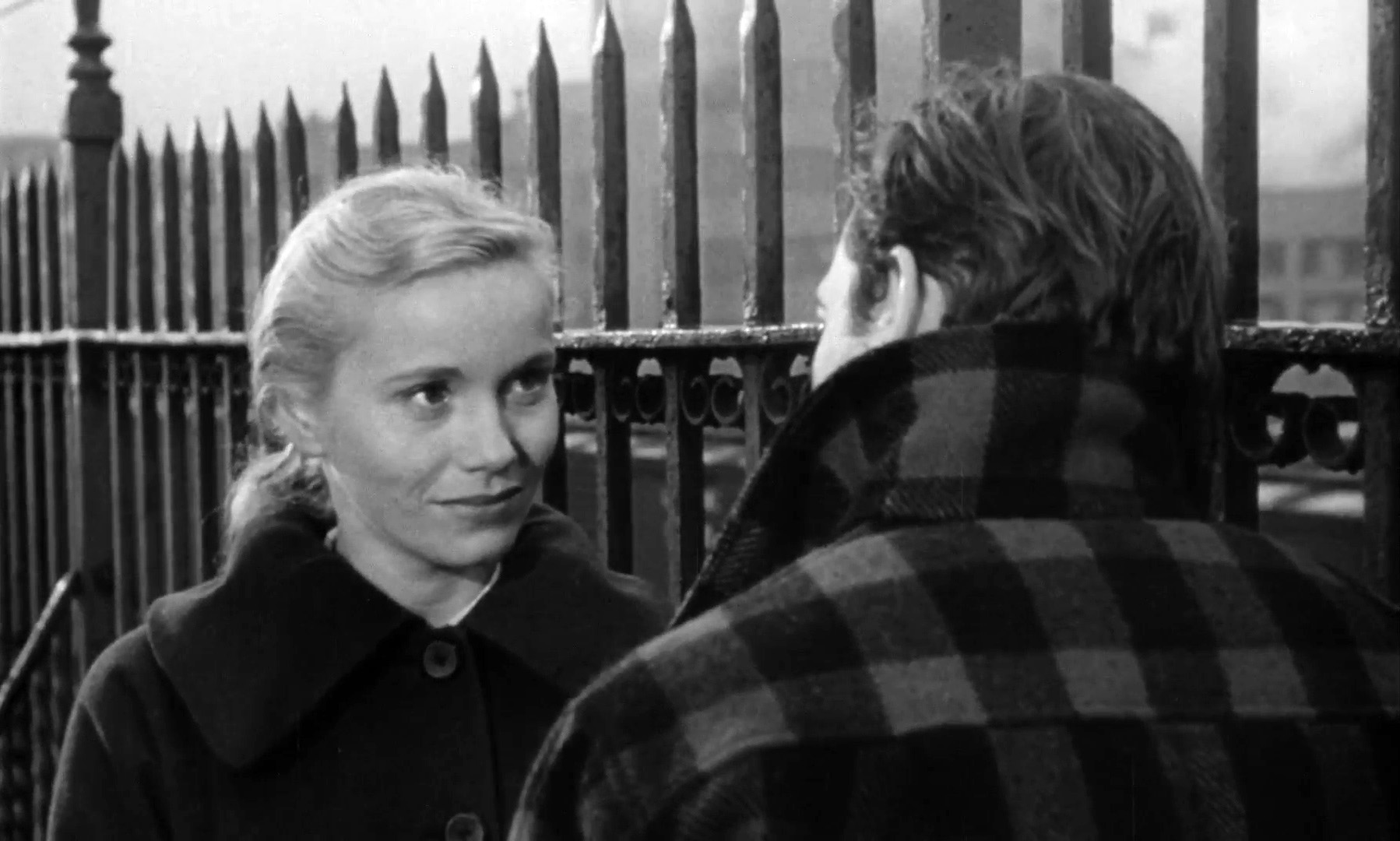
Eva Marie Saint dans Sur les quais, 1954.

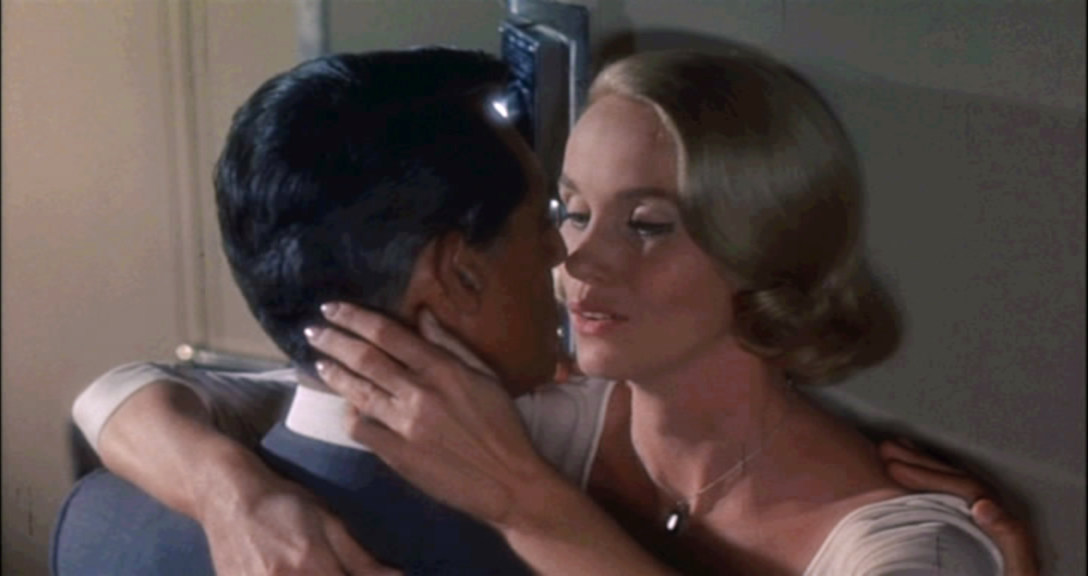
Eva Marie Saint dans La Mort aux trousses, 1959.

- 1954 : Sur les quais (On the Waterfront) d'Elia Kazan - Edie Doyle
- 1956 : Si j'épousais ma femme (That Certain Feeling) de Melvin Frank - Dunreath Henry
- 1957 : L'Arbre de vie (Raintree County) d'Edward Dmytryk - Nell Gaither
- 1957 : Une poignée de neige (A Hatful of Rain) de Fred Zinnemann - Celia Pope
- 1959 : La Mort aux trousses (North by Northwest) d'Alfred Hitchcock - Eve Kendall
- 1960 : Exodus d'Otto Preminger - Kitty Fremont
- 1962 : L'Ange de la violence (All Fall Down) de John Frankenheimer - Echo O'Brien
- 1964 : 36 Heures avant le débarquement (36 Hours) de George Seaton - Anna Hedler
- 1965 : Le Chevalier des sables (The Sandpiper) de Vincente Minnelli - Claire Hewitt
- 1966 : Les Russes arrivent (The Russians Are Coming) de Norman Jewison - Elspeth Whittaker
- 1966 : Grand Prix de John Frankenheimer - Louise
- 1969 : L'Homme sauvage (The Stalking Moon) de Robert Mulligan - Sarah Carver
- 1970 : Loving d'Irvin Kershner - Selma Wilson
- 1972 : Cancel My Reservation de Paul Bogart - Sheila Bartlett
- 1986 : Rien en commun (Nothing in Common) de Garry Marshall - Lorraine Basner
- 1996 : Mariette in Ecstasy de John Bailey - Mère Saint-Raphael
- 1997 : Time to Say Goodbye ? de David Hugh - Jones Ruth Klooster
- 2000 : Je rêvais de l'Afrique (I dreamed of Africa) de Hugh Hudson - Franca
- 2005 : Winn-Dixie mon meilleur ami (Because of Winn-Dixie) de Wayne Wang - Miss Franny Block
- 2005 : Don't Come Knocking de Wim Wenders - la mère de Howard
- 2006 : Superman Returns de Bryan Singer - Martha Kent
- 2014 : Un amour d'hiver (Winter's Tale) d'Akiva Goldsman - Willa (adulte)

### À la télévision
- 1950 : Buck Rogers, dans le rôle du lieutenant Wilma Deering.
- 1955 : Our Town (en) (rôle d'Emily Webb) réalisé par Delbert Mann, avec Frank Sinatra et Paul Newman, adaptation musicale télévisée de la pièce de théâtre de même nom
- 1976 : La Conquête de l'Ouest - série
- 1981 : Splendor in the Grass (remake de La Fièvre dans le sang de Kazan) de Richard Sarafian
- 1986 : Les Derniers jours de Patton (The Last Days of Patton) (téléfilm) : Patton, né pour être soldat (en) (rôle de Béatrice Patton, l'épouse du général)
- 1987 : Clair de lune - série, saisons 3 et 4 : Virginia Hayes
- 1990 : Embarquement pour l'enfer (Viaggio nel terrore: l'Achille Lauro) d'Alberto Negrin : Marilyn Klinghoffer
- 1996 : Le Titanic (Titanic) de Robert Lieberman
- 1998 : Frasier, saison 6, épisode 12 : Joanna Doyle

### Voix françaises
| - Nelly Benedetti dans : - La Mort aux trousses - Exodus - L'Ange de la violence - 36 Heures avant le débarquement - Arlette Thomas dans : - Sur les quais - Rien en commun - Martine Sarcey dans : - L'Arbre de vie - Je rêvais de l'Afrique | - Nadine Alari dans : - Le Chevalier des sables - Grand Prix - Régine Blaess dans : - Superman Returns - Un amour d'hiver Et aussi - Michèle Bardollet dans Clair de lune (série télévisée) - Jane Val dans Winn-Dixie mon meilleur ami |

## Distinctions

### Décorations
- Chevalière de l'ordre des Arts et des Lettres (2001)

### Récompenses
- Oscars 1954 : meilleure actrice dans un second rôle pour Sur les quais

### Nominations
- Emmy Awards 1976 : meilleure actrice pour la série télévisée How the West Was Won